# Оберзінн
Оберзінн (нім. Obersinn) — громада в Німеччині, знаходиться в землі Баварія. Підпорядковується адміністративному округу Нижня Франконія. Входить до складу району Майн-Шпессарт. Складова частина об'єднання громад Бургзінн.
Площа — 11,70 км2. Населення становить 932 ос. (станом на 31 грудня 2020).